# Cobitis stephanidisi
Cobitis stephanidisi és una espècie de peix de la família dels cobítids i de l'ordre dels cipriniformes.

## Morfologia
- Les femelles poden assolir 9 cm de llargària total.[4]

## Reproducció
És ovípar.

## Hàbitat
Viu en zones de clima temperat.

## Distribució geogràfica
Es troba a Grècia.

## Estat de conservació
És amenaçat d'extinció a causa de la destrucció del seu hàbitat i a l'extracció d'aigua.